# Дзержбицкий, Шимон
Шимон Дзержбицкий (1720 — 8 августа 1787) — государственный деятель Речи Посполитой, воевода ленчицкий (1775—1787), каштелян бжезинский (1767—1775), хорунжий ленчицкий (1763—1767), хорунжий иновлудзский (1759—1763), камергер королей Августа III (1758) и Станислава Августа Понятовского (1764), староста блонский. Масон.

## Биография
Представитель польского шляхетского рода Дзержбицких герба «Топор». Сын ловчего иновлудзского Марцина Дзержбицкого и Катарины Браницкой.
Депутат сейма 1758 года от Ленчицкого воеводства. В 1759 году он был вновь избран депутатом (послом) сейма. Член конфедерации Чарторыйских в 1764 году. В том же 1764 году Шимон Дзержбицкий был избран депутатом на конвокационный сейм от Ленчицкого воеводства. В 1764 году он подписал элекцию Станислава Августа Понятовского и был избран членом Военной Коронной комиссии.
Член Радомской конфедерации в 1767 году. Депутат Репнинского сейма от Ленчицкого воеводства в 1767 году. Он принимал участие в работе смешанной комиссии по предоставлению прав диссидентам. На Раздительном сейме 1773—1775 годов Шимон Дзержбицкий стал членом сеймовой комиссии, которая под давлением дипломатов России, Австрии и Пруссии согласилась признать Первый раздел Речи Посполитой. С 1775 года — член Постоянного совета. 18 сентября 1773 года Шимон Дзержбицкий подписал договор об уступке Речью Посполитой своей территории России, Австрии и Пруссии. В 1776 году — член конфедерации Анджея Мокроновского. На сейме 1776 года он стал членом депутации литовской скарбовой и коронной скарбовой комиссий.
Кавалер Ордена Святого Станислава (8 мая 1767) и Ордена Белого орла (12 мая 1777). В 1769 году российская императрица Екатерина II наградила его Орденом Святого Александра Невского за содействие равенству православных.
Во время восстания Костюшко в 1794 году были раскрыты документы российского посольства, где сообщалось о получении Шимоном Дзержбицким от российского правительства 750 червонных злотых в 1778, 1786 и 1787 годах.

## Семья
Жена с 1767 года Юзефата Сариус-Гомолинская (ок. 1738—1823), дочь судьи гродского ленчицкого Кароля Сариуса-Гомолинского (1696—1784) и Хелены Покрживницкой (1710—1808). Супруги имели следующих детей:
- Изабелла Джержбицкая (ок. 1771—1839), жена сенатора-воеводы Царства Польского Феликса Юзефа Чарнецкого (1770—1834)
- Ксаверий Теодор Дзержбицкий (ок. 1776—1822)
- Михаил Пласид Дзержбицкий (1777—1844).